# قضیه میلر
قضیه میلر (به انگلیسی: Miller theorem) به روند ایجاد مدارهای معادل اشاره دارد. این ادعا می‌کند که یک عنصر امپدانس شناور، که توسط دو منبع ولتاژ متصل‌شده سری تأمین می‌شود، ممکن است به دو عنصر زمین‌شده با امپدانس مربوطه تقسیم شود. همچنین یک دوگان قضیه میلر در مورد امپدانس ارائه شده توسط دو منبع جریان متصل‌شده موازی وجود دارد. این دو نسخه بر اساس دو قانون مداری کیرشهف طراحی شده‌اند.
قضایای میلر فقط عبارتهای محض ریاضی نیستند. این آرایش ساختاری پدیده‌های مهم مداری در مورد اصلاح امپدانس (اثر میلر، زمین مجازی، بوت‌استراپ، امپدانس منفی و غیره) را توضیح می‌دهد و در طراحی و درک مدارهای متداول مختلف (تقویت کننده‌های بازخوردی، مبدل‌های مقاومتی و وابسته به زمان، مبدلهای امپدانس منفی و غیره) کمک می‌کند. این قضایا در «تجزیه و تحلیل مدار» به ویژه برای تجزیه و تحلیل مدارهای دارای بازخورد و تقویت کننده‌های ترانزیستوری خاص در فرکانس‌های بالا مفید هستند.
رابطه نزدیکی بین قضیه میلر و اثر میلر وجود دارد: قضیه ممکن است به عنوان تعمیم اثر در نظر گرفته شود و اثر ممکن است به عنوان یک مورد خاص از قضیه در نظر گرفته شود.

## قضیه میلر (برای ولتاژها)

### تعریف
قضیه میلر ثابت می‌کند که در یک مدار خطی، اگر شاخه ای با امپدانس {\displaystyle Z}، متصل به دو گره با ولتاژ گره ای {\displaystyle V_{1}} و {\displaystyle V_{2}} وجود داشته باشد، ما می‌توانیم این شاخه را با دو شاخه که به ترتیب با امپدانس‌های {\displaystyle {\frac {Z}{1-K}}} و {\displaystyle {\frac {KZ}{K-1}}} ، متصل به گره‌های مربوطه به زمین جایگزین کنیم، که {\displaystyle K={\frac {V_{2}}{V_{1}}}} است. قضیه میلر ممکن است با استفاده از فن شبکه دو-دهانه‌ای معادل برای جایگزینی دو-دهانه (به انگلیسی: two-port) به معادل آن و با استفاده از قضیه جذب منبع ثابت شود. این نسخه از قضیه میلر بر اساس قانون ولتاژ کیرشهف است. به همین دلیل، قضیه میلر برای ولتاژها نیز نامیده می‌شود.

### توضیح

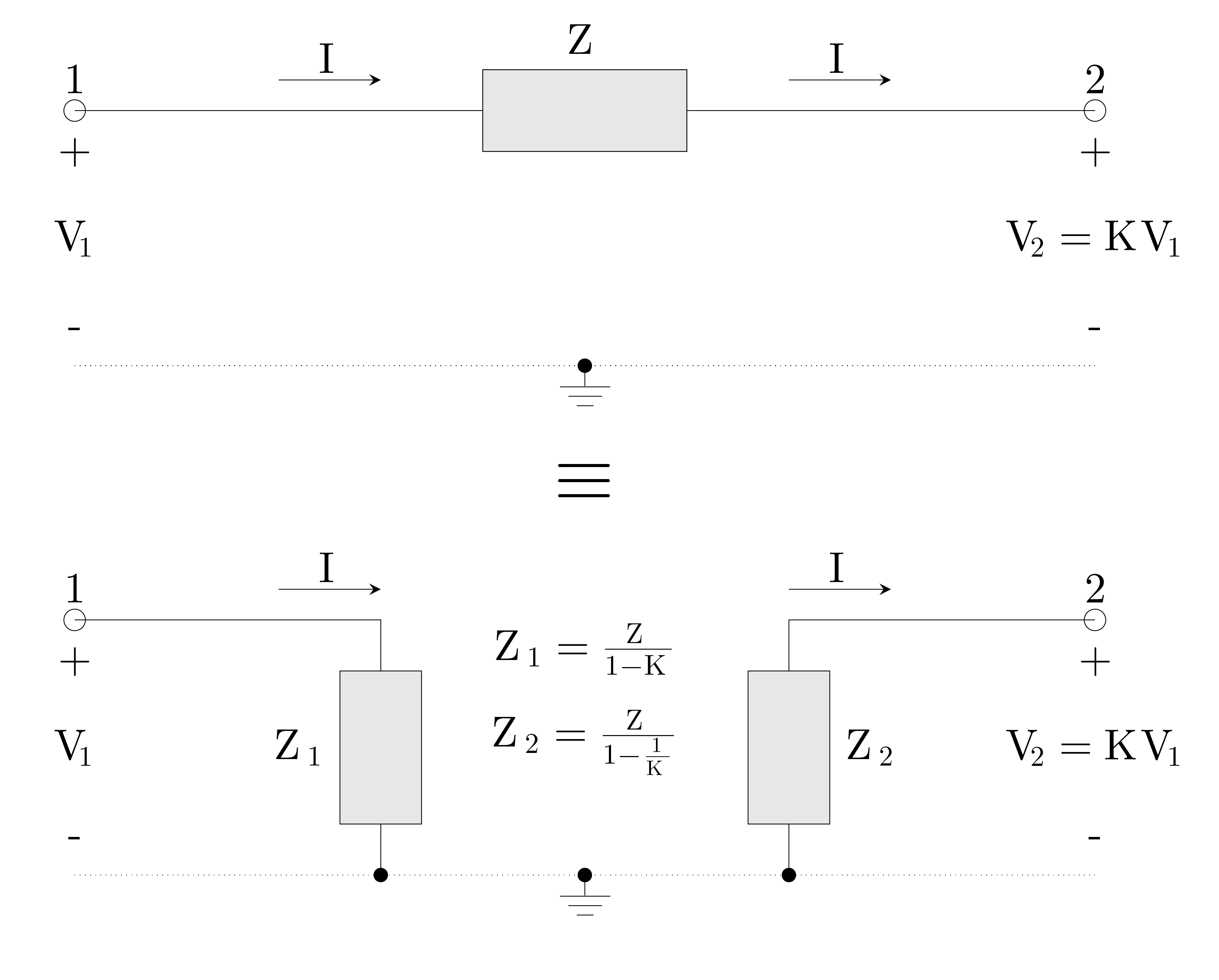
طرحواره‌ای در مورد قضیه میلر

بنابراین، قضیه میلر این حقیقت را بیان می‌کند که اتصال منبع ولتاژ دوم متناسب با ولتاژ {\displaystyle V_{2}=K{V_{1}}} به‌صورت سری با منبع ولتاژ ورودی، ولتاژ مؤثر، جریان و به ترتیب، امپدانس مدار دیده‌شده از طرف منبع ورودی را تغییر می‌دهد. بسته به قطب ، {\displaystyle V_{2}} به عنوان منبع ولتاژ تکمیلی کمک می‌کند یا با منبع اصلی ولتاژ مخالف است تا جریان را از طریق امپدانس عبور دهد.
اگر {\displaystyle V_{2}} صفر بودند (منبع ولتاژ دوم یا انتهای راست عنصر با امپدانس {\displaystyle Z} زمین‌شده بود) بر اساس قانون اهم، جریان ورودی که از طریق عنصر عبور می‌کند، فقط توسط {\displaystyle V_{1}}
{\displaystyle I_{in0}={\frac {V_{1}}{Z}}}
و امپدانس ورودی مدار خواهد بود
{\displaystyle Z_{in0}={\frac {V_{1}}{I_{in0}}}=Z.}
به عنوان منبع ولتاژ دوم، جریان ورودی به هر دو ولتاژ بستگی دارد. با توجه به قطبیت آن ، {\displaystyle V_{2}} از {\displaystyle V_{1}} کم می‌شود یا اضافه می‌شود؛ بنابراین، جریان ورودی کاهش/افزایش می‌یابد
{\displaystyle I_{in}={\frac {V_{1}-V_{2}}{Z}}={\frac {(1-K)}{Z}}{V_{1}}={(1-K)}{I_{in0}}}
و امپدانس ورودی مدار دیده‌شده از طرف منبع ورودی بر این اساس افزایش/کاهش می‌یابد
{\displaystyle Z_{in}={\frac {V_{1}}{I_{in}}}={\frac {Z}{1-K}}.}

## دوگان قضیه میلر (برای جریان)

### تعریف
همچنین یک نسخه دوگان از قضیه میلر وجود دارد که بر اساس قانون جریان کیرشهف (قضیه میلر برای جریان‌ها) است: اگر یک شاخه در یک مدار با امپدانس {\displaystyle Z} متصل به یک گره، که دو جریان {\displaystyle I_{1}} و {\displaystyle I_{2}} همگرا به زمین، وجود داشته باشد، ما می‌توانیم این شاخه را با دو رسانا با جریان معین شده جایگزین کنیم، به ترتیب با {\displaystyle (1+\alpha )Z} و {\displaystyle {\frac {(1+\alpha )Z}{\alpha }}} ، که {\displaystyle \alpha ={\frac {I_{2}}{I_{1}}}}  قضیه دوگانه را می‌توان با جایگزینی شبکه دو-دهانه با معادل آن و با اعمال قضیه جذب منبع اثبات کرد.